# Geometria indivisibilibus continuorum nova

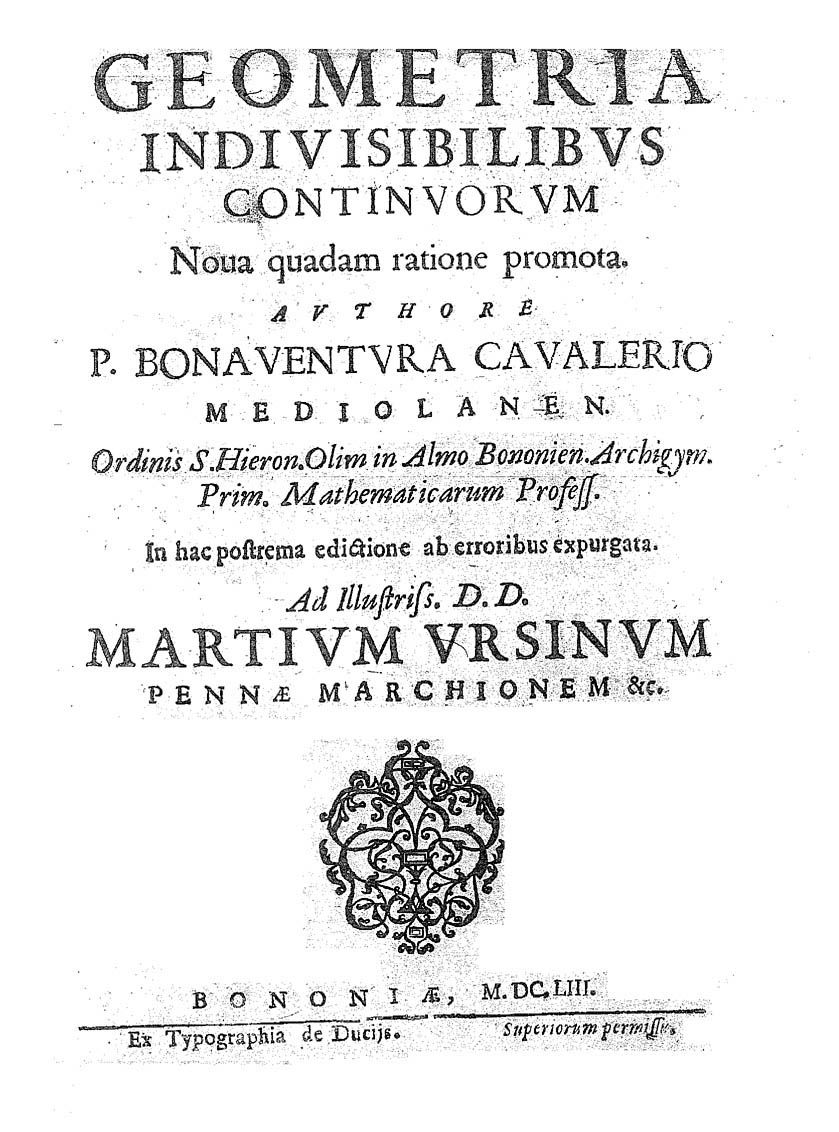
Frontispício do Geometria indivisibilibus, reedição de 1653

Geometria, aprimorada de uma forma nova pelos indivisíveis do contínuo (do latim Geometria indivisibilibus continuorum nova quadam ratione promota), também conhecida como Geometria indivisibilibus continuorum nova, ou mesmo Geometria indivisibilibus, é uma obra de Bonaventura Cavalieri publicada em 1635 propondo um método para determinar áreas e volumes de diversas figuras (planas ou sólidas) sem recorrer ao método da exaustão, o paradigma então desde a Grécia clássica, e pode ser considerado um dos precursores do cálculo integral.

## A obra
Inspirado por trabalhos anteriores de Galileu Galilei, em 1627 Cavalieri escreveu um tratado sobre uma nova abordagem geométrica para comparar áreas de duas figuras planas, ou volumes de duas sólidas, chamada de O método dos indivisíveis. Em formato de livro, consistindo de quase 700 páginas, o Geometria Indivisibilibus apresenta, desenvolve e justifica esse método, para depois lidar com a quadratura e cubatura de diversas figuras. Só foi publicado em 1635. Cavalieri atribuiu esse atraso às suas atribuições enquanto professor na Universidade de Bolonha (desde 1629), mas há evidência de que esperava a aprovação de seu método por Galileu. Outra tese é a de que teria esperado em respeito a Galileu, que estaria planejando trabalho com ideias parecidas.
A obra consiste de sete capítulos, designados livros. No primeiro Cavalieri esclarece suas hipóteses sobre figuras planas e sólidas. No Livro II apresenta seu método dos indivisíveis, em sua formulação que Kirsti Andersen chama de método coletivo (do inglês collective method), seguido de resultados gerais sobre seus indivisíveis. Nos livros III, IV e V aplica esses resultados à quadratura e cubatura de figuras relacionadas a seções cônicas. No Livro VI lida principalmente com à quadratura da espiral de Arquimedes, mas também cubaturas relacionadas a cilindros, esferas, parabolóides e esferóides. Já o Livro VII, incluído à obra tardiamente em 1634, é dedicado a uma nova abordagem de seu método de indivisíveis, chamada por Kirsti Andersen de método distributivo (do inglês distributive method).
No início do século XVII o paradigma matemático para determinação de áreas e volumes ainda era o método da exaustão, atribuído a Eudoxo de Cnido, presente nos Elementos de Euclides e que foi prolificamente usado por Arquimedes. O método dos indivisíveis proposto por Cavalieri no Geometria indivisibilibus evita o uso do método da exaustão, procurando relacionar as áreas de duas figuras planas à partir da relação entre cortes simultâneos às duas figuras. Seu resultado principal para figuras planas pode ser resumido, em terminologia moderna, da seguinte forma:
"Dadas duas regiões planas incluídas entre um par de retas paralelas, se toda reta paralela ao par de retas e que intersecte as regiões o faz em segmentos cujos comprimentos estão sempre na mesma razão, então as áreas das regiões também estão nessa mesma razão."
O resultado tem versão análoga para sólidos. Normalmente se entende como  Princípio de Cavalieri  o caso em que a razão constante entre as interseções, ou "cortes", é 1 para 1; ou seja, os comprimentos dos cortes são iguais. A conclusão é, portanto, que as áreas das figuras planas são iguais. (O mesmo princípio havia sido usado anteriormente por Zu Gengzhi (480–525) da China, especificamente no caso do cálculo do volume de uma esfera.) No caso de dois sólidos o Princípio implica a igualdade dos volumes.
Em sua sistematização dos resultados mencionados, dada uma figura plana, Cavalieri fixa uma reta padrão no mesmo plano, a que chama de regula (em latim) e introduz seu conceito central, a que se refere como  "todas as linhas" (do latim omnes lineae) da figura, uma quantidade indefinida de segmentos de retas paralelas à regula e preenchendo a figura. 
Matemáticos posteriores, aperfeiçoando seu método, tratariam o conceito de "todas as linhas" como equivalente a, ou mesmo igual a, a área da figura. Mas Cavalieri, procurando evitar e questão da composição do contínuo, insistia que os dois eram comparáveis, mas não iguais. Análogo ao conceito de "todas as linhas" Cavalieri também considera o conceito de  "todos os planos"  (do latim omnes plani), no caso de um sólido.
Esses elementos paralelos são chamados indivisíveis, respectivamente, de área e volume, e fornecem os tijolos do método de Cavalieri, e também são aspectos fundamentais do cálculo integral. Cavalieri também usou o método dos indivisíveis para calcular o resultado que hoje é descrito como {\displaystyle \int _{0}^{1}x^{2}dx=1/3}, no processo de calcular a área delimitada por uma espiral de Arquimedes. Posteriormente generalizou seus resultados para outras figuras mostrando, por exemplo, que o volume de um cone é um terço do volume de seu cilindro circunscrito.

## Impacto, crítica e resposta
Os problemas de quadratura e cubatura eram de grande interesse entre matemáticos na Europa do século XVII, incluíndo nomes como Galileu Galilei, Johannes Kepler, Pierre de Fermat, Evangelista Torricelli e John Wallis. Portanto o Geometria indivisibilibus atraiu bastante atenção, tanto que foi reimpresso em 1653. Por outro lado teve seu uso limitado por três aspectos. Primeiramente, embora seus resultados posteriormente tenham se mostrado corretos e suas provas fossem intuitivas, não eram rigorosas; em segundo lugar, sua escrita era densa e opaca; por último, na época tratar o contínuo como composto por infinitesimais era condenado pela ordem dos Jesuítas por sua relação com o atomismo, doutrina proibida. Embora vários matemáticos contemporâneos tenham promovido o método dos indivisíveis, em geral com pouca consideração às limitações que Cavalieri impunha no uso de infinitesimais visando evitar controvérsia, o Geometria indivisibilibus foi recebido com críticas duras. Tanto Andre Taquet quanto Paul Guldin publicaram suas críticas. A de Guldin, particularmente elaborada, sugeria que o método de Cavalieri derivava dos trabalhos de Johannes Kepler e Bartholomeus Sover, o atacava por sua falta de rigor e argumentava que não poderia haver sentido em uma razão entre duas infinidades e que, portanto, não faria sentido as comparar.
O Exercitationes geometricae sex (1647), ou Seis exercícios geométricos, de Cavalieri foi escrito como resposta direta às críticas de Guldin. Inicialmente idealizado como um diálogo, no estilo de Galileu, o formato foi desaconselhado por alguns de seus correspondentes como sendo desnecessariamente provocador e acabou sendo abandonado. As acusações de plágio eram infundadas, porém muito do Exercitationes lida com conteúdo dos argumentos de Guldin. Cavalieri argumentou, dissimuladamente, que seus trabalho encarava "todas as linhas" como uma entidade separada da área de uma figura, e seguiu argumentando que "todas as linhas" e "todos os planos" não lidavam com infinito absoluto, mas infinito relativo, e portanto podiam ser comparados. Contemporâneos não consideraram esses argumentos convincentes. Ainda assim os Exercitationes representaram uma melhora significativa do método dos indivisíveis. Aplicando transformações às suas variáveis, generalizou seu resultado anterior relacionado às integrais, obtendo conclusão análoga a {\displaystyle \int _{0}^{1}x^{n}dx={\frac {1}{n+1}}}, desde {\displaystyle n=3} a {\displaystyle n=9}, hoje conhecida como Fórmula de quadratura de Cavalieri.